# Inaros
Inaros (en grec antic Ἰνάρως o Ἴναρος) fill de Psammític, va ser rei o cap dels grups libis a l'oest d'Egipte. Governava des de la ciutat de Mareia i probablement era nomarca.
Va iniciar la lluita contra els perses que governaven Egipte des de les seves terres a l'oest i al cap d'un temps havia aconseguit aixecar a tot Egipte en revolta, cap a l'any 461 aC segons Diodor de Sicília. L'any 460 aC va cridar als atenencs que amb 200 galeres van sortir de Xipre i van desembarcar a Memfis, on van ocupar dues terceres parts de la ciutat i van assetjar l'altra part, diu Tucídides. Segurament aquesta ocupació va anar precedida d'una gran batalla a Papremis (esmentada per Ctèsies de Cnidos i Diodor de Sicília) en la que els perses van tenir moltes baixes i va morir el príncep Aquemenes germà del rei Artaxerxes I de Pèrsia (suposadament a mans del mateix Inaros).
Un nou exèrcit persa dirigit per Megabizos, va atacar a atenencs i libis i els va derrotar i Inaros, per una traïció, va ser fet presoner i crucificat l'any 455 aC. Segons Ctèsies després de la derrota Inaros es va retirar a la ciutat de Biblos, on libis i grecs van capitular sota promesa de salvar la vida. Inaros va ser traslladat a la cort persa, i allí sota pressió d'Amitis, la mare del rei i del príncep Aquemenes, va convèncer el rei i al cap d'un temps Artaxerxes va trencar la seva paraula i va fer matar Inaros. Ctèsies atribueix la revolta posterior de Megabizos a la indignació que li va provocar aquest fet i el trencament de la seva paraula, confirmada pel rei.
El va succeir el seu fill Tannires (Thannyras), que segons Heròdot, tot i el mal que havia fet el seu pare als perses, va poder governar les tribus líbies.